# РК Борац Бања Лука
Рукометни клуб Борац је рукометни клуб из Бање Луке основан је 1950. године. Познат је као најуспјешнији спортски колектив са простора Републике Српске и БиХ. Био је вишеструки шампион и освајач купа СФРЈ. Једини је клуб уз Црвену звезду који никада није испао из Прве лиге Југославије. Године 1957. ушао је у прву савезну лигу и у том такмичењу остао све до распада бивше државе. Од 1993. до 2001. такмичио се у првој лиги (тада највишем рангу) Републике Српске у којој је свих осам сезона био шампион. Након тог периода, основана је заједничка лига Босне и Херцеговине у којој се Борац и данас такмичи. Актуелни је шампион БиХ за 2020. годину.

## РК Борац првак Европе
Бањалучки клуб у сезона 1975/1976 освојио је - првенство, куп и титулу првака Европе.
РК Борац је 11. априла 1976. године постао првак Европе, савладавши у финалној утакмици у СД "Борик" првака Данске Фредерицију са 17:15. Утакмици је присуствовало око 5000 гледалаца. РК Борац је тим успјехом постао први клуб из БиХ који се домогао титуле првака Европе.
Шампиони Европе: Милорад Каралић, Здравко Рађеновић, Недјељко Вујиновић, Абас Арсланагић, Добривоје Селец, Момо Голић, Небојша Поповић, Миро Бијелић, Раде Унчанин, Слободан Вукша, Боро Голић, Зоран Равлић. Тренер екипе био је - Перо Јањић.
Пут до титуле:
- осмина финала

```
Борац - Червена Хвиезда 27:14 
Червена Хвиезда - Борац 22:26
```

- четвртфинале

```
Борац - Калписа 28:21 
Калписа - Борац 13:13
```

- полуфинале

```
Гумерсбах - Борац 16:16
Борац - Гумерсбах 15:13
```

- финале

```
Борац - Фредериција 17:15
```

(Књига: Рукометни клуб „Борац“ Бања Лука 1950—1985.)

## Борчеви репрезентативци
Дрес југословенске репрезентације облачила су 34 играча Борца. Неки од њих су: Здравко Рађеновић, Милорад Каралић, Абас Арсланагић, Небојша Поповић, Златан Арнаутовић, Јовица Елезовић, Јеролим Караџа, Бранко Штрбац, Енвер Косо, Владимир Јовић, Добривоје Селец, Бартол Родин, Златан "Златко" Сарачевић, Раде Унчанин, Исток Пуц, Давор Перић, Ермин Велић, Александар Кнежевић, Сењанин Маглајлија, Јани Чоп, Божидар Јовић, Горан Ступар, Патрик Ћавар, Небојша Голић, Данијел Шарић, Дејан Унчанин, Младен Бојиновић. Андреј Голић је наступао за репрезентацију Француске.

## Успјеси
| Такмичење                       | Такмичење              | Број                   | Година |                        |                        |
| Државно првенство - 12          | Државно првенство - 12 | Државно првенство - 12 | Државно првенство - 12 | Државно првенство - 12 | Државно првенство - 12 |
| ------------------------------- | ---------------------- | ---------------------- | --- | ---------------------- | ---------------------- |
| Првенство СФР Југославије       | Првак                  | 7                      | 1958/59, 1959/60, 1972/73, 1973/74, 1974/75, 1975/76, 1980/81.                                                               |                        |                        |
| Првенство СФР Југославије       | Други                  | 4                      | 1961/62, 1968/69, 1984/85, 1989/90.                                                                                          |                        |                        |
| Првенство БиХ                   | Првак                  | 5                      | 2012/13, 2013/14, 2014/15, 2016/17, 2019/20.                                                                                 |                        |                        |
| Првенство БиХ                   | Други                  | 5                      | 1999/00, 2008/09, 2009/10, 2010/11, 2011/12.                                                                                 |                        |                        |
| Државни куп - 17                |                        |                        | |                        |                        |
| Куп СФР Југославије             | Победник               | 10                     | 1956/57, 1957/58, 1960/61, 1968/69, 1971/72, 1972/73, 1973/74, 1974/75, 1978/79, 1991/92.                                    |                        |                        |
| Куп СФР Југославије             | Финалиста              | 3                      | 1980/81, 1984/85, 1986/87.                                                                                                   |                        |                        |
| Куп Босне и Херцеговине         | Победник               | 7                      | 2006/07, 2010/11, 2012/13, 2013/14, 2014/15, 2017/18, 2018/19.                                                               |                        |                        |
| Куп Босне и Херцеговине         | Финалиста              | 1                      | 1999/00. |                        |                        |
| Такмичења Републике Српске - 21 |                        |                        | |                        |                        |
| Првенство Републике Српске      | Победник               | 7                      | 1993/94, 1995/96, 1996/97, 1997/98, 1998/99, 1999/00, 2000/01.                                                               |                        |                        |
| Првенство Републике Српске      | Финалиста              | 1                      | 1994/95 |                        |                        |
| Куп Републике Српске            | Победник               | 14                     | 1992/93, 1993/94, 1994/95,1996/97, 1997/98, 1998/99, 1999/00, 2000/01, 2008/09, 2009/10, 2011/12, 2012/13, 2017/18, 2021/22. |                        |                        |
| Куп Републике Српске            | Финалиста              | 0                      | |                        |                        |
| Континентална такмичења         |                        |                        | |                        |                        |
| Куп европских шампиона          | Победник               | 1                      | 1975/76. |                        |                        |
| Куп европских шампиона          | Финалиста              | 1                      | 1974/75. |                        |                        |
| Куп европских шампиона          | Полуфинале             | 0                      | / |                        |                        |
| Куп ЕХФ                         | Победник               | 1                      | 1991. |                        |                        |
| Куп ЕХФ                         | Финалиста              | 0                      | / |                        |                        |
| Куп ЕХФ                         | Полуфинале             | 0                      | / |                        |                        |
| Остала такмичења                |                        |                        | |                        |                        |
| Трофеј Добоја                   | Победник               | 4                      | 1967, 1970, 1971, 1973. |                        |                        |
| Трофеј Добоја                   | Финалиста              |                        | |                        |                        |

## Састав у сезони 2020/21.
У сезони у којој је Борац предводио са клупе тренерски двојац Веселин Вујовић и Мирко Микић, наступио је у сљедећем саставу:
| Име и презиме           | Позиција     | Старосна доб |
| Лазар Бера              | голман       | 21           |
| Љубишић Бојан           | голман       | 39           |
| Слађан Суботић          | голман       | 27           |
| Ђорђе Ћелић             | пивот        | 30           |
| Горан Тркуља            | пивот        | 35           |
| Вучићевић Немања        | пивот        | 29           |
| Милан Дакић             | средњи бек   | 24           |
| Петар Грбић (рукометаш) | средњи бек   | 18           |
| Лука Кнежевић           | средњи бек   | 20           |
| Саша Пуљизовић          | средњи бек   | 31           |
| Владо Драганић          | лијево крило | 29           |
| Немања Миловац          | лијево крило | 20           |
| Јован Тодоровић         | лијево крило | 21           |
| Милош Њежић             | десно крило  | 23           |
| Лука Перић              | десно крило  | 17           |
| Никола Јеремић          | десни бек    | 20           |
| Александар Миличевић    | лијеви бек   | 25           |
| Марко Лукић             | лијеви бек   | 21           |

## Галерија
- СД „Борик“ Бања Лука